# Produkcja potencjalna
Produkcja potencjalna to określenie wielkości produkcji, którą mogłaby wytworzyć gospodarka, gdyby wszystkie czynniki wytwórcze były optymalnie wykorzystane. Ta nieobserwowalna zmienna reprezentuje pożądany lub docelowy poziom jaki powinna osiągnąć produkcja rzeczywista. Niekiedy definiuje się produkcję potencjalną jako produkcję skorygowaną o wahania cykliczne.
Produkcja potencjalna jest niezwykle istotnym czynnikiem kształtującym decyzje organów odpowiedzialnych za politykę gospodarczą. Jej błędny pomiar powoduje błędne postrzeganie warunków cyklicznych (szoki kosztowe i podażowe), co z kolei ma wpływ na politykę pieniężną, inflację i lukę podażową.
Produkcja potencjalna rośnie proporcjonalnie do zwiększania zasobu czynników wytwórczych (np. wzrost populacji to wzrost zasobu siły roboczej, wydatki na szkolenia to inwestycje w kapitał ludzki, zakup nowych maszyn to powiększanie kapitału rzeczowego, zaś postęp techniczny umożliwia efektywniejsze wykorzystanie istniejących zasobów).
Należy jednak pamiętać, że produkcja potencjalna nie jest tożsama z maksymalną. Ludzie zmuszani do pracy na dwie zmiany z pewnością byliby w stanie produkować znacznie więcej. Produkcja potencjalna określa wielkość produkcji możliwej do osiągnięcia przy równowadze na wszystkich rynkach w gospodarce (rynek dóbr i usług, pieniądza i pracy). Oznacza to na przykład, że przy płacy równoważącej rynek pracy, każdy kto chciałby podjąć pracę, znalazłby ją. Jednak nie wszyscy muszą koniecznie chcieć pracować przy danej stawce, ponadto zawsze są osoby, które w danym momencie zmieniają pracę. Okazuje się więc, że produkcja potencjalna nie oznacza zerowej stopy bezrobocia. Przeciwnie, szacuje się, że w krajach Europy Zachodniej, produkcji potencjalnej odpowiada 5-10 procentowe bezrobocie.